# Amyloathelia amylacea
Amyloathelia amylacea är en svampart som först beskrevs av Bourdot & Galzin, och fick sitt nu gällande namn av Hjortstam & Ryvarden 1979. Amyloathelia amylacea ingår i släktet Amyloathelia och familjen Amylocorticiaceae.   Inga underarter finns listade i Catalogue of Life.